# Lista de vereadores de Itaocara
Esta é a lista de vereadores de Itaocara, município brasileiro do estado do Rio de Janeiro.
A Câmara Municipal de Itaocara é formada, desde 2013, por onze representantes. De 2005 a 2012 contou com nove vereadores, diferentemente do que ocorrera nos anos anteriores, quando a representação era de treze cadeiras, devido ao fato de que os municípios passaram a ter um número de edis equivalente à sua população.

## Legislatura de 2025-2028
Estes são os vereadores eleitos nas eleições de 6 de outubro de 2024:
| Eleições em 2024 |                                                           |         |                  |         |             |
| Nº               | Vereador(a) eleito(a)                                     | Partido | Situação         | Votação | Votação     |
| Nº               | Vereador(a) eleito(a)                                     | Partido | Situação         | Total   | Porcentagem |
| 1                | Deyvison de Oliveira de Faria (Deyvinho)                  | UNIÃO   | Eleito por QP    | 830     | 5,43%       |
| 2                | Paulo Roberto Nogueira e Silva (Paulo Roberto da Máquina) | PP      | Eleito por QP    | 764     | 5,00%       |
| 3                | Edson Cardoso dos Santos (Edson da Sinuca)                | PL      | Eleito por QP    | 669     | 4,38%       |
| 4                | Luciano Monteiro Corrêa (Luciano da Pit Stop)             | PSD     | Eleito por QP    | 614     | 4,02%       |
| 5                | Pedro Henrique Amaral de Faria (Pedrinho Amaral)          | PSD     | Eleito por média | 582     | 3,81%       |
| 6                | Rondinely Corrêa Barrias                                  | PL      | Eleito por média | 567     | 3,71%       |
| 7                | Maycon de Azevedo Omecias                                 | UNIÃO   | Eleito por QP    | 565     | 3,70%       |
| 8                | Leane Eccard Lessa (Leane do Zé Romar)                    | PRD     | Eleita por QP    | 500     | 3,27%       |
| 9                | Jutelma dos Santos Nogueira da Rocha                      | PP      | Eleita por QP    | 494     | 3,23%       |
| 10               | Jarbas José Gonçalves Couto Silva (Jarbas Aleixo)         | PRTB    | Eleito por QP    | 403     | 2,64%       |
| 11               | Wanessa Gonzaga de Oliveira                               | UNIÃO   | Eleita por média | 386     | 2,52%       |

| Cor | Significado                                                  |
| 1   | primeiro mandato como vereador(a) da cidade                  |
| 2   | segundo mandato (seguido ou não) como vereador(a) da cidade  |
| 3   | terceiro mandato (seguido ou não) como vereador(a) da cidade |
| 5   | quinto mandato (seguido ou não) como vereador(a) da cidade   |

## Legislatura de 2021-2024
Estes são os vereadores eleitos nas eleições de 15 de novembro de 2020:
| Eleições em 2020 |                                               |               |                  |         |             |
| Nº               | Vereador(a) eleito(a)                         | Partido       | Situação         | Votação | Votação     |
| Nº               | Vereador(a) eleito(a)                         | Partido       | Situação         | Total   | Porcentagem |
| 1                | Jaderson Aleixo Couto Silva(a)                | PSC           | Eleito por QP    | 817     | 5,42%       |
| 2                | Edson Cardoso dos Santos (Edson da Sinuca)    | PSC           | Eleito por média | 673     | 4,46%       |
| 3                | Liomar Vieira de Carvalho (Liomar Cavalinho)  | Solidariedade | Eleito por QP    | 645     | 4,28%       |
| 4                | Landerson Py Queiroz (Landinho)               | PL            | Eleito por QP    | 567     | 3,76%       |
| 5                | Rondinely Corrêa Barrias                      | PSD           | Eleito por QP    | 564     | 3,74%       |
| 6                | Wanessa Gonzaga de Oliveira                   | PSD           | Eleita por QP    | 561     | 3,72%       |
| 7                | Luciano Monteiro Corrêa (Luciano da Pit Stop) | Cidadania     | Eleito por QP    | 543     | 3,60%       |
| 8                | Rafael Ferreira Figueira                      | Patriota      | Eleito por média | 537     | 3,56%       |
| 9                | Jutelma dos Santos Nogueira da Rocha          | Solidariedade | Eleita por média | 494     | 3,28%       |
| 10               | Diego Silvério Cidade(b)                      | PSD           | Eleito por média | 471     | 3,12%       |
| 11               | Maycon de Azevedo Omecias                     | Cidadania     | Eleito por média | 458     | 3,04%       |

| Cor | Significado                                                  |
| 1   | primeiro mandato como vereador(a) da cidade                  |
| 2   | segundo mandato (seguido ou não) como vereador(a) da cidade  |
| 3   | terceiro mandato (seguido ou não) como vereador(a) da cidade |
| 4   | quarto mandato (seguido ou não) como vereador(a) da cidade   |

## Legislatura de 2017-2020
Estes são os vereadores eleitos nas eleições de 2 de outubro de 2016:
| Eleição de 2016 |                                            |         |                  |         |             |
| Nº              | Vereador(a) eleito(a)                      | Partido | Situação         | Votação | Votação     |
| Nº              | Vereador(a) eleito(a)                      | Partido | Situação         | Total   | Porcentagem |
| 1               | Jaderson Aleixo Couto Silva                | PSB(c)  | Eleito por QP    | 670     | 4,29%       |
| 2               | Fábio Câmara da Silva (Fabinho Câmara)     | PPS     | Eleito por QP    | 661     | 4,24%       |
| 3               | Robson Luís Câmara Vogas                   | PSDB(d) | Eleito por QP    | 602     | 3,86%       |
| 4               | Alberto Taveira dos Santos (Beto Papagaio) | PSOL(d) | Eleito por QP    | 593     | 3,80%       |
| 5               | Max Azevedo da Silva                       | PSD(f)  | Eleito por média | 522     | 3,34%       |
| 6               | Edson Cardoso dos Santos (Edson da Sinuca) | PEN(c)  | Eleito por QP    | 480     | 3,08%       |
| 7               | Manoel dos Santos Ferraz (Manoel Pressão)  | PP(e)   | Eleito por média | 435     | 2,79%       |
| 8               | Aveline Machado de Freitas(g)              | PDT(f)  | Eleita por QP    | 408     | 2,61%       |
| 9               | Ângelo Márcio Goulart Patrinieri           | PMDB(f) | Eleito por média | 388     | 2,49%       |
| 10              | Rondinely Corrêa Barrias                   | PSOL(d) | Eleito por média | 366     | 2,34%       |
| 11              | Rafael Ferreira Figueira                   | PEN     | Eleito por média | 264     | 1,69%       |

| Cor | Significado                                                  |
| 1   | primeiro mandato como vereador(a) da cidade                  |
| 2   | segundo mandato (seguido ou não) como vereador(a) da cidade  |
| 3   | terceiro mandato (seguido ou não) como vereador(a) da cidade |

## Legislatura de 2013-2016
Estes são os vereadores eleitos nas eleições de 7 de outubro de 2012:
| Eleição de 2012 |                                                          |         |                  |         |             |
| Nº              | Vereador(a) eleito(a)                                    | Partido | Situação         | Votação | Votação     |
| Nº              | Vereador(a) eleito(a)                                    | Partido | Situação         | Total   | Porcentagem |
| 1               | Edson Cardoso dos Santos (Edson da Sinuca)               | PMN(h)  | Eleito por QP    | 775     | 4,996%      |
| 2               | Roberto dos Santos Cruz (Robertinho Cruz)                | PR      | Eleito por QP    | 768     | 4,951%      |
| 3               | Aveline Machado de Freitas                               | PMN(i)  | Eleita por QP    | 675     | 4,351%      |
| 4               | João Batista Bitencourt da Rocha (Batista de Jaguarembé) | PMN(j)  | Eleito por média | 664     | 4,281%      |
| 5               | Hélio Ecard (Rui)                                        | PPS(k)  | Eleito por QP    | 605     | 3,900%      |
| 6               | Renato Domingues dos Santos (Renato do Papagaio)         | PMDB    | Eleito por média | 574     | 3,700%      |
| 7               | Manoel dos Santos Ferraz (Manoel Pressão)                | PP      | Eleito por média | 521     | 3,359%      |
| 8               | Reinaldo Ferreira Viégas                                 | PP      | Eleito por QP    | 521     | 3,359%      |
| 9               | Izaias Faria (Izaias, o Véio)                            | PR      | Eleito por QP    | 412     | 2,656%      |
| 10              | Jaderson Aleixo Couto Silva                              | PSB     | Eleito por média | 396     | 2,553%      |
| 11              | Fernando Sérgio dos Santos (Fernando Arcênio)            | PSOL    | Eleito por QP    | 256     | 1,650%      |

| Cor | Significado                                                  |
| 1   | primeiro mandato como vereador(a) da cidade                  |
| 2   | segundo mandato (seguido ou não) como vereador(a) da cidade  |
| 3   | terceiro mandato (seguido ou não) como vereador(a) da cidade |
| 5   | quinto mandato (seguido ou não) como vereador(a) da cidade   |
| 7   | sétimo mandato (seguido ou não) como vereador(a) da cidade   |

## Legislatura de 2009-2012
Estes são os vereadores eleitos nas eleições de 5 de outubro de 2008:
| Eleição de 2008 |                                                  |         |                  |         |             |
| Nº              | Vereador(a) eleito(a)                            | Partido | Situação         | Votação | Votação     |
| Nº              | Vereador(a) eleito(a)                            | Partido | Situação         | Total   | Porcentagem |
| 1               | Manoel dos Santos Ferraz (Manoel Pressão)        | PP      | Eleito por QP    | 1116    | 7,07%       |
| 2               | Renato Domingues dos Santos (Renato do Papagaio) | PMDB    | Eleito por QP    | 703     | 4,45%       |
| 3               | Michel Ângelo Machado de Freitas                 | PMDB    | Eleito por QP    | 665     | 4,21%       |
| 4               | Hernandes Pinto Machado(l) (Hernane)             | PSDC    | Eleito por QP    | 652     | 4,13%       |
| 5               | Reinaldo Ferreira Viégas                         | PP      | Eleito por média | 616     | 3,90%       |
| 6               | Hélio Ecard (Rui)                                | PPS     | Eleito por QP    | 603     | 3,82%       |
| 7               | Joséas Constantino da Silva(m)                   | PRB     | Eleito por média | 574     | 3,64%       |
| 8               | Paulo Mozart Almeida Filho (Paulinho Mozart)     | PMDB    | Eleito por média | 533     | 3,38%       |
| 9               | Edson Cardoso dos Santos (Edson da Sinuca)       | PMN     | Eleito por média | 526     | 3,33%       |

| Cor | Significado                                                  |
| 1   | primeiro mandato como vereador(a) da cidade                  |
| 2   | segundo mandato (seguido ou não) como vereador(a) da cidade  |
| 3   | terceiro mandato (seguido ou não) como vereador(a) da cidade |
| 5   | quinto mandato (seguido ou não) como vereador(a) da cidade   |
| 6   | sexto mandato (seguido ou não) como vereador(a) da cidade    |

## Legislatura de 2005-2008
Estes são os vereadores eleitos nas eleições de 3 de outubro de 2004:
| Eleição de 2004 |                                                  |         |                  |         |             |
| Nº              | Vereador(a) eleito(a)                            | Partido | Situação         | Votação | Votação     |
| Nº              | Vereador(a) eleito(a)                            | Partido | Situação         | Total   | Porcentagem |
| 1               | Michel Ângelo Machado de Freitas                 | PSC     | Eleito por QP    | 838     | 5,501%      |
| 2               | Giovani Mercante Richard                         | PFL     | Eleito por QP    | 702     | 4,608%      |
| 3               | Landerson Py Queiroz (Landinho da Saúde)         | PMDB    | Eleito por QP    | 664     | 4,359%      |
| 4               | Reinaldo Ferreira Viégas                         | PP      | Eleito por QP    | 612     | 4,017%      |
| 5               | Roberto dos Santos Cruz (Robertinho Cruz)        | PV      | Eleito por QP    | 607     | 3,985%      |
| 6               | José Carlos Rohen de Souza (Canarinho)           | PL      | Eleito por QP    | 581     | 3,814%      |
| 7               | Joséas Constantino da Silva                      | PV      | Eleito por média | 525     | 3,446%      |
| 8               | Luiz Carlos Lopes Barbosa (Carlinhos da Padaria) | PDT     | Eleito por média | 524     | 3,440%      |
| 9               | Renato Domingues dos Santos(n) (Renato Papagaio) | PSC     | Eleito por média | 488     | 3,203%      |

| Cor | Significado                                                 |
| 1   | primeiro mandato como vereador(a) da cidade                 |
| 2   | segundo mandato (seguido ou não) como vereador(a) da cidade |
| 4   | quarto mandato (seguido ou não) como vereador(a) da cidade  |
| 5   | quinto mandato (seguido ou não) como vereador(a) da cidade  |

## Legislatura de 2001-2004
Estes são os vereadores eleitos nas eleições de 1º de outubro de 2000:
| Eleição de 2000 |                                                  |         |                  |         |             |
| Nº              | Vereador(a) eleito(a)                            | Partido | Situação         | Votação | Votação     |
| Nº              | Vereador(a) eleito(a)                            | Partido | Situação         | Total   | Porcentagem |
| 1               | Joséas Constantino da Silva                      | PV      | Eleito por QP    | 576     | 3,744%      |
| 2               | Giovani Mercante Richard                         | PMDB    | Eleito por QP    | 560     | 3,640%      |
| 3               | Romário Alves de Azevedo (Romário da Padaria)    | PDT     | Eleito por QP    | 550     | 3,575%      |
| 4               | Geyves Maia Vieira                               | PSDB    | Eleito por QP    | 549     | 3,569%      |
| 5               | Reinaldo Ferreira Viégas                         | PPB     | Eleito por QP    | 505     | 3,283%      |
| 6               | Luiz Carlos Lopes Barbosa (Carlinhos da Padaria) | PSDB    | Eleito por média | 472     | 3,068%      |
| 7               | Roberto dos Santos Cruz (Robertinho Cruz)        | PDT     | Eleito por QP    | 464     | 3,016%      |
| 8               | Agenor Cleber Carriello (Xampú)                  | PMDB    | Eleito por média | 428     | 2,782%      |
| 9               | Adail Guilherme da Silva(o) (Adail da Gelbis)    | PV      | Eleito por QP    | 392     | 2,548%      |
| 10              | José Carlos Rohen de Souza (Canarinho)           | PV      | Eleito por média | 384     | 2,496%      |
| 11              | Michel Ângelo Machado de Freitas                 | PDT     | Eleito por QP    | 361     | 2,347%      |
| 12              | Antônio Figueira Martins (Toninho Xandico)       | PPB     | Eleito por QP    | 355     | 2,308%      |
| 13              | Francisco Fontes (Chiquinho de Laranjais)        | PSB     | Eleito por QP    | 309     | 2,009%      |

| Cor | Significado                                                  |
| 1   | primeiro mandato como vereador(a) da cidade                  |
| 2   | segundo mandato (seguido ou não) como vereador(a) da cidade  |
| 3   | terceiro mandato (seguido ou não) como vereador(a) da cidade |
| 4   | quarto mandato (seguido ou não) como vereador(a) da cidade   |

## Legislatura de 1997-2000
Estes são os vereadores eleitos nas eleições de 3 de outubro de 1996:
| Eleição de 1996 |                                                |         |                  |         |             |
| Nº              | Vereador(a) eleito(a)                          | Partido | Situação         | Votação | Votação     |
| Nº              | Vereador(a) eleito(a)                          | Partido | Situação         | Total   | Porcentagem |
| 1               | Reinaldo Ferreira Viégas                       | PSC     | Eleito por QP    | 596     | 4,229%      |
| 2               | Joséas Constantino da Silva                    | PFL(p)  | Eleito por QP    | 514     | 3,647%      |
| 3               | Giovani Mercante Richard                       | PMDB    | Eleito por QP    | 497     | 3,526%      |
| 4               | Geyves Maia Vieira                             | PSDB    | Eleito por QP    | 417     | 2,959%      |
| 5               | Francisco Fontes (Chiquinho de Laranjais)      | PPB     | Eleito por QP    | 398     | 2,824%      |
| 6               | João Batista Domingues Omecias(q) (Poloca)     | PPB     | Eleito por média | 390     | 2,767%      |
| 7               | Aguinaldo da Silva Martins                     | PMDB    | Eleito por QP    | 379     | 2,689%      |
| 8               | Roberto dos Santos Cruz (Robertinho Cruz)      | PDT     | Eleito por QP    | 359     | 2,547%      |
| 9               | Wagner Ignácio Cortes Falante (Waguim Falante) | PDT     | Eleito por média | 340     | 2,412%      |
| 10              | José Matozinho Mendes                          | PL      | Eleito por QP    | 326     | 2,313%      |
| 11              | Fernando José Marron da Rocha                  | PSDB    | Eleito por média | 323     | 2,292%      |
| 12              | Marcelo Graça                                  | PMDB    | Eleito por média | 317     | 2,249%      |
| 13              | Elias Abbud                                    | PL      | Eleito por QP    | 315     | 2,235%      |

| Cor | Significado                                                  |
| 1   | primeiro mandato como vereador(a) da cidade                  |
| 2   | segundo mandato (seguido ou não) como vereador(a) da cidade  |
| 3   | terceiro mandato (seguido ou não) como vereador(a) da cidade |
| 4   | quarto mandato (seguido ou não) como vereador(a) da cidade   |

## Legislatura de 1993-1996
Estes são os vereadores eleitos nas eleições de 3 de outubro de 1992:
| Eleição de 1992 |                                                |         |         |
| Nº              | Vereador(a) eleito(a)                          | Partido | Votação |
| 1               | Elias Abbud                                    | PFL     | 512     |
| 2               | Marcelo Graça                                  | PMDB    | 469     |
| 3               | Rubens da Costa Bastos (Rubens do Gás)         | PMDB    | 427     |
| 4               | Joséas Constantino da Silva                    | PFL     | 403     |
| 5               | Agenor Cleber Carrielo (Xampú)                 | PMDB    | 402     |
| 6               | Reinaldo Ferreira Viégas                       | PDT     | 339     |
| 7               | Antônio Aguiar                                 | PMDB    | 298     |
| 8               | Roberto dos Santos Cruz (Robertinho Cruz)      | PDT     | 276     |
| 9               | Wagner Ignácio Cortes Falante (Waguim Falante) | PDT     | 272     |
| 10              | Antônio Figueira Martins (Toninho Xandico)     | PDT     | 269     |
| 11              | Aguinaldo da Silva Martins                     | PMDB    | 249     |
| 12              | Giovani Mercante Richard                       | PL      | 248     |
| 13              | Salvador Linhares                              | PSC     | 220     |

| Cor | Significado                                                  |
| 1   | primeiro mandato como vereador(a) da cidade                  |
| 2   | segundo mandato (seguido ou não) como vereador(a) da cidade  |
| 3   | terceiro mandato (seguido ou não) como vereador(a) da cidade |

## Legislatura de 1989-1992
Estes são os vereadores eleitos nas eleições de 15 de novembro de 1988:
| Eleição de 1988 |                                                |         |         |
| Nº              | Vereador(a) eleito(a)                          | Partido | Votação |
| 1               | Francisco Fontes (Chiquinho de Laranjais)      | PFL     | 283     |
| 2               | Ronaldo dos Santos Teixeira                    | PFL     | 272     |
| 3               | Wagner Ignácio Cortes Falante (Waguim Falante) | PDT     | 271     |
| 4               | Joséas Constantino da Silva                    | PFL     | 264     |
| 5               | José Matozinho Mendes                          | PL      | 231     |
| 6               | Paulo César Rimes                              | PMDB(r) | 204     |
| 7               | Wilson Salim Sarruf                            | PL      | 193     |
| 8               | Reinaldo Ferreira Viégas                       | PL      | 192     |
| 9               | Giovani Mercante Richard                       | PMDB    | 186     |
| 10              | José da Silva                                  | PMDB    | 181     |
| 11              | Manoel Pinto de Araújo                         | PDT     | 177     |

| Cor | Significado                                                 |
| 1   | primeiro mandato como vereador(a) da cidade                 |
| 2   | segundo mandato (seguido ou não) como vereador(a) da cidade |

## Legislatura de 1983-1988
Estes são os vereadores eleitos nas eleições de 15 de novembro de 1982:
| Eleição de 1982 |                                              |         |         |
| Nº              | Vereador(a) eleito(a)                        | Partido | Votação |
| 1               | Alcêo Cortat                                 | PDS     | 902     |
| 2               | Francisco Fontes (Chiquinho de Laranjais)    | PMDB    | 454     |
| 3               | Salvador Linhares                            | PMDB    | 366     |
| 4               | Sebastião de Souza Coelho (Santo Cabuqueiro) | PDS     | 338     |
| 5               | Hélio Ruy Lopes                              | PMDB    | 312     |
| 6               | Hermet Eccard                                | PMDB    | 302     |
| 7               | Geny de Souza (Geny Floriano)                | PMDB    | 260     |
| 8               | Waldemar Barcellos Torres                    | PMDB    | 219     |
| 9               | José da Silva                                | PDS     | 208     |
| 10              | Ruy Resende                                  | PDS     | 204     |
| 11              | Cármen Cristina Lannes                       | PDS     | 198     |
| 12              | Jaime de Araújo                              | PDS     | 197     |

| Cor | Significado                                                 |
| 1   | primeiro mandato como vereador(a) da cidade                 |
| 2   | segundo mandato (seguido ou não) como vereador(a) da cidade |
| 4   | quarto mandato (seguido ou não) como vereador(a) da cidade  |

## Legislatura de 1977-1982
Estes são os vereadores eleitos nas eleições de 15 de novembro de 1976:
| Eleição de 1976 |                                    |         |         |
| Nº              | Vereador(a) eleito(a)              | Partido | Votação |
| 1               | Pedro Nassif                       | ARENA   | 541     |
| 2               | Alcêo Cortat                       | ARENA   | 504     |
| 3               | Helio Ruy Lopes                    | ARENA   | 496     |
| 4               | Manoel José Alves (Nelinho Navega) | ARENA   | 494     |
| 5               | Álvaro Antonio Vieira Pinheiro     | ARENA   | 451     |
| 6               | Ernesto da Silva Rohen             | ARENA   | 410     |
| 7               | Abner Gonçalves de Lima            | ARENA   | 398     |
| 8               | Antônio Santos de Almeida          | ARENA   | 379     |
| 9               | Djalma Martins de Almeida          | ARENA   | 366     |
| 10              | Pedro de Souza Coelho              | ARENA   | 355     |
| 11              | Francisco Marra de Moraes          | ARENA   | 348     |

| Cor | Significado                                                  |
| 1   | primeiro mandato como vereador(a) da cidade                  |
| 2   | segundo mandato (seguido ou não) como vereador(a) da cidade  |
| 3   | terceiro mandato (seguido ou não) como vereador(a) da cidade |

## Legislatura de 1973-1976
Estes são os vereadores eleitos nas eleições de 15 de novembro de 1972:
| Eleição de 1972 |                                    |         |         |
| Nº              | Vereador(a) eleito(a)              | Partido | Votação |
| 1               | Pedro Nassif                       | ARENA   | 558     |
| 2               | Racib Ibrahim Sarruf               | ARENA   | 504     |
| 3               | Antônio Merlim Corrêa (Zuzuca)     | ARENA   | 436     |
| 4               | Elias Abbud                        | ARENA   | 423     |
| 5               | Édino de Aguiar Lessa              | ARENA   | 384     |
| 6               | Mário Rocha Gualberto              | ARENA   | 348     |
| 7               | Manoel José Alves (Nelinho Navega) | ARENA   | 322     |
| 8               | Alcêo Cortat                       | ARENA   | 301     |
| 9               | Djalma Martins de Almeida          | ARENA   | 292     |
| 10              | João Batista Dias Sobrinho         | ARENA   | 291     |
| 11              | Paulo César Rimes(s)               | MDB     | 445     |

| Cor | Significado                                                 |
| 1   | primeiro mandato como vereador(a) da cidade                 |
| 2   | segundo mandato (seguido ou não) como vereador(a) da cidade |

## Anos anteriores
Referência:
| Vereadores(as) de 1971 a 1972                           | Vereadores(as) de 1967 a 1971                                | Vereadores(as) de 1963 a 1967                        |
| Elias Abbud                                             | Waldir Eccard                                                | Adalberto Caldeira Dias (PTB)                        |
| Djalma Martins de Almeida                               | José Romar da Silva Lessa                                    | Carlos Gomes Figueiredo Siqueira (Siqueirinha - UDN) |
| Francisco Marra de Moraes                               | Altivar Pinto de Azevedo                                     | Waldir Eccard                                        |
| Manoel Mariano Júnior                                   | Riélvio Augusto Nascimento                                   | Antônio Alves Sobrinho                               |
| Hêner Nara                                              | José Soares [Zé Brotinho]                                    | Noé Gualberto                                        |
| Alcêo Cortat                                            | Sebastião José de Freitas                                    | Alarico Bastos Rohen                                 |
| Ernesto da Silva Rohen                                  | Hernandes Campany                                            | Nicola Francisco Nicolau (PSD)                       |
| Racib Ibraim Sarruf                                     | Paulo Brito                                                  | Riélvio Augusto Nascimento                           |
| Antônio Merlin Corrêa [Zuzuca]                          | Pedro Nassif                                                 | Iodete Cabo (Nanico)                                 |
| Édino de Aguiar Lessa                                   | Antônio Floriano de Souza                                    | Pedro de Souza Coelho (PTB)                          |
| Pedro de Souza Coelho                                   | Milton Boechat                                               | Clemente Pereira Diniz                               |
| —                                                       | Paulo Mozart Almeida                                         | —                                                    |
| Vereadores(as) de 1959 a 1963                           | Vereadores(as) de 1955 a 1959                                | Vereadores(as) de 1951 a 1954                        |
| Iodete Cabo (Nanico)                                    | Paulo César Erthal                                           | João Manoel dos Santos                               |
| Augusto José Pires (PSD)                                | Mattozinho de Oliveira Pinheiro (PTB)                        | Johenir Henriques Viégas (UDN)                       |
| Adalberto Caldeira Dias (PTB)                           | Augusto José Pires (PSD)                                     | João Monteiro de Figueiredo (PTB)                    |
| Manoel Vieira de Melo (PSD)                             | Marino Coelho de Ornellas (PTB)                              | Iodete Cabo (Nanico)                                 |
| Orlando de Couto (UDN)                                  | Carlos Gomes Figueiredo Siqueira (Siqueirinha - UDN)         | Caetano Francisco Nicolau                            |
| Clélio Erthal                                           | Lauro Pereira Alves                                          | Eugênio Francisco Faria                              |
| Gamaliel Borges Pinheiro (UDN)                          | Jerson Macedo                                                | Osmar de Paula                                       |
| Lauro Pereira Alves                                     | Osvaldo de Oliveira (Oswaldo Beata - UDN)                    | Francisco Arcênio dos Santos                         |
| Deoclemes José de Souza                                 | Johenir Henriques Viégas (UDN)                               | Pedro de Souza Coelho (PTB)                          |
| Carlos Gomes Figueiredo de Siqueira (Siqueirinha - UDN) | Antônio Corrêa da Rocha                                      | Manoel Cabral de Rezende Filho (UDN)                 |
| Altir de Oliveira Pinto (UDN)                           | —                                                            | João Pereira de Mendonça                             |
| Vereadores(as) de 1947 a 1950                           |                                                              |                                                      |
| Elias de Carvalho Gama (UDN)                            |                                                              |                                                      |
| Homero Alves Câmara                                     |                                                              |                                                      |
| Ademar Reis Júnior                                      |                                                              |                                                      |
| Ilka Scisinio Dias                                      |                                                              |                                                      |
| Francisco Antônio Alexandre                             |                                                              |                                                      |
| Erodice Gonçalves Ribeiro                               |                                                              |                                                      |
| Jayme Queiroz de Souza (PSD)                            | Legenda de cores                                             |                                                      |
| Pedro de Souza Coelho                                   | primeiro mandato como vereador(a) da cidade                  |                                                      |
| Genésio Maurício de Aguiar (UDN)                        | segundo mandato (seguido ou não) como vereador(a) da cidade  |                                                      |
| Ataliba de Souza Marinho (PSD)                          | terceiro mandato (seguido ou não) como vereador(a) da cidade |                                                      |
| João Monteiro de Figueiredo (PTB)                       | quarto mandato (seguido ou não) como vereador(a) da cidade   |                                                      |